# WASP-84
WASP-84とは、BD+02 2056としても知られており、太陽系からうみへび座の方向に327光年 (100 pc)離れた位置に存在するG型主系列星である。表面温度は5350±31ケルビンで、太陽に比べて重元素がわずかに豊富で、金属量（Fe/H）は0.05±0.02である。炭素が豊富で酸素が枯渇している。WASP-84の年齢はおそらく太陽よりも年老いており、85+41
−55億年であるとされている。この恒星の半径は異常に小さいようにみえるが、これはヘリウムの割合が異常に高いこと、または非常に若いことによって説明することができる。

## 惑星系
2013年に、WASP-84bと名付けられた1つの太陽系外惑星が、主星であるWASP-84に近い位置を公転していることが発見された。この惑星はホット・ジュピターであり、現在の場所で形成されたのではなく、他の場所で形成された後、現在の場所に移動した可能性がある。惑星の軌道は主星の赤道面とほぼ一致しており、ずれはわずか0.3±1.7°である。惑星の平衡温度は832±13ケルビンである。
2023年、WASP-84の周囲を公転する2つ目の惑星WASP-84cが発見された。この惑星は、天王星に匹敵するほどの高い質量を持っているが、密度の高い岩石惑星であるとされている。
| 名称 （恒星に近い順） | 質量             | 軌道長半径 （天文単位） | 公転周期 (日)                  | 軌道離心率 | 軌道傾斜角           | 半径           |
| --------------------- | ---------------- | ----------------------- | ------------------------------ | ---------- | -------------------- | -------------- |
| c                     | 15.2+4.5 −4.2 M⊕ | 0.02359±0.00100         | 1.4468849+0.0000022 −0.0000016 | —          | 83.20+0.51 −0.49°    | 1.95±0.12 R⊕   |
| b                     | 0.692±0.058 MJ   | 0.0778±0.0021           | 8.52349648(60)                 | <0.077     | 88.292+0.045 −0.042° | 0.956±0.024 RJ |